# Stelis pavonina
Stelis pavonina är en biart som först beskrevs av Cockerell 1908.  Stelis pavonina ingår i släktet pansarbin, och familjen buksamlarbin. Inga underarter finns listade i Catalogue of Life.